# صالح الشامي
الشيخ صالح بن أحمد الشامي (ولد 1934 م) عالم وداعية سوري، مهتم بخدمة الحديث النبوي، وهو مؤسِّس علم الجمال في الإسلام، وله كتب كثيرة في السنة النبوية وشمائل النبي محمد ﷺ، وفي التربية والسلوك. والده الشيخ أحمد الشامي فقيه حنبلي ومفتي دوما.

## سيرته
وُلدَ أبو تحسين، صالح بن أحمد بن صالح الشامي ببلدة دوما في ريف دمشق عام 1934، وأصل أسرته هي أسرة (بُوبِس) في حي الميدان الدمشقي، ثم لمَّا انتقل جدُّه إلى دوما أطلقوا عليهم لقب الشامي، لقدومهم من دمشق (الشام).
نشأ في حِجر والده الشيخ المربي أحمد الشامي مفتي الحنابلة في دوما، وترعرع على العلم والعِفَّة والاستقامة. التحقَ بمعهد العلوم الشرعية بالجمعية الغرَّاء بدمشق التي أسسها الشيخ علي الدقر، وتَلْمَذ فيه على كبار مشايخها. ثم واصلَ دراسته في كلية الشريعة بجامعة دمشق، وفاقَ أقرانه وبزَّهم، فكان ترتيبه الأوَّلَ على دُفعته، وهي أوَّل دفعة تخرَّجت في الكلية عام 1958.
ثم اشتغلَ في مَيدان الدعوة والتربية والتعليم، وانتدبه الشيخ عبد الرحمن الباني المفتش الاختصاصي للتربية الإسلامية في وِزارة المعارف، للتعليم في مدينة السويداء الدُّرزية، فكان من تعليمه هناك خيرٌ كبير للمِنطقة، واهتدى به كثير من الدُّروز.
صنَّف تصانيفَ مُفيدة، مع إجادته فنَّ التلخيص والاختصار؛ كتهذيب وترتيب كتب الإمام ابن قيِّم الجَوزية، وأسَّس علمَ الجمال الإسلامي، وقرَّب علم الفرائض، مع جهودٍ كبيرة في ترتيب دواوين السُّنَّة واستخراج الزوائد.

## شيوخه
- والده أحمد الشامي
- عبد الرَّحمن الطِّيبي
- عبد الغني الدقر
- عبد الكريم الرِّفاعي
- عبد الوهَّاب الحافظ دبس وزيت

## نتاجه العلمي

### مؤلفاته
1. الوافي بما في الصحيحين للإمامين البخاري ومسلم.
2. الجامع بين الصحيحين للإمامين البخاري ومسلم.[2]
3. زوائد السنن على الصحيحين.[3]
4. زوائد الموطأ والمسند على الكتب الستة.[4]
5. زوائد السنن الكبرى للبيهقي على الكتب الستة: وعليه تعليقات الإمامين الذهبي وابن التركماني.[5]
6. معالم السنة النبوية.[6][7]
7. زوائد مجمع الهيثمي على الكتب التسعة.[8]
8. زوائد ابن خزيمة وابن حبان والمستدرك على الكتب التسعة.[9]
9. الأحاديث النبوية الكلية التي عليها مدار أحكام الإسلام: ويليه أحاديث الأربعين النووية.[10]
10. الإمام ابن الجوزي يتحدث عن نفسه و آراؤه في الإصلاح.[11]
11. رسائل قرآنية.[12]
12. الخلق العظيم على صاحبه أفضل الصلاة والتسليم.[13]
13. رحلتي في ظلال السنة النبوية.[14]
14. الإمام ابن قيم الجوزية الداعية المصلح والعالم الموسوعي.[15]
15. الإمام الغزالي حُجَّة الإسلام ومجدِّد المئة الخامسة.[16]
16. مواعظ الصحابة رضي الله عنهم.[17]
17. مواعظ الإمام الأوزاعي 88-157 هـ.[18]
18. الوجيز في السنَّة النبوية: جمع ما لا يسع المسلم جهله.
19. رضيت بالإسلام دينًا.
20. المهذَّب من إحياء علوم الدين.
21. جامع الأصول التسعة من السنة المطهرة.
22. صحيح الإمام البخاري محذوف الأسانيد والأحاديث المكرَّرة.
23. زوائد الأحاديث المختارة لضياء الدين المقدسي على الكتب التسعة.
24. الظاهرة الجمالية في الإسلام.
25. الجمال في منهج الإسلام وتشريعه.
26. من معين الخصائص النبوية.
27. نداء الإيمان في القرآن الكريم.
28. محبة الله ورسوله: شرط في الإيمان.
29. سيرة النبي صلى الله عليه وسلم في بيته.
30. الإسلام دين التيسير.
31. فصول في إصلاح النفس والمجتمع من صيد الخاطر للإمام ابن الجوزي.
32. مواعظ الإمام الغزالي.
33. هكذا فهم الصحابة.
34. مواعظ الإمام سلمة بن دينار.
35. الغرانيق: قصة دخيلة على السيرة النبوية.

### تحقيقاته
1. فصول في الاعتقاد، لابن قيم الجوزية.[19]
2. بدائع التفسير: الجامع لما فسره الإمام ابن قيم الجوزية.[20]
3. الروح وفي آخره بحث نفيس عن الفروق الشرعية، لابن قيم الجوزية.[21]
4. الهدي النبوي في العبادات، لابن قيم الجوزية.[22]
5. فضل الصلاة على خاتم الأنبياء صلى الله عليه وسلم من (بدائع الفوائد) و(جلاء الأفهام)، لابن قيم الجوزية.
6. القضاء والقدر، لابن قيم الجوزية.
7. مشارق الأنوار على صحاح الآثار، للقاضي عِياض.
8. الجواب الكافي لمن سأل عن الدواء الشافي، لابن قيم الجوزية.
9. أعلام الموقعين عن ربِّ العالمين، لابن قيم الجوزية.